# Dünen-Schmalfuß-Beutelmaus

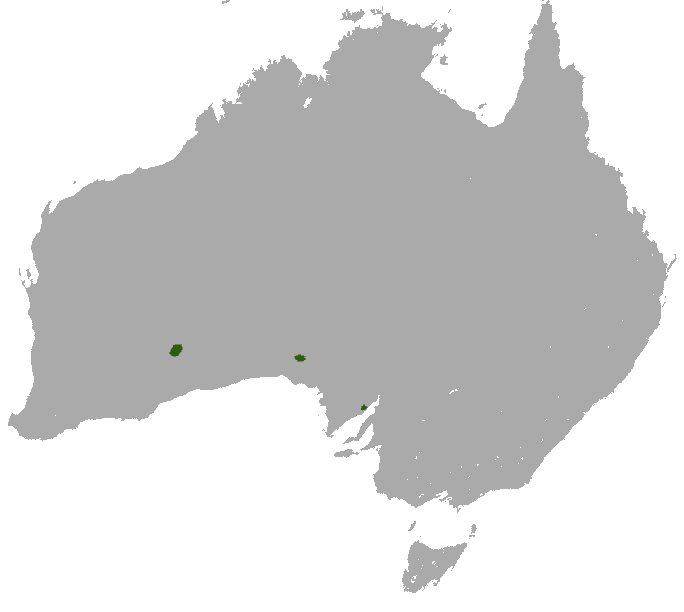
Verbreitungskarte von Sminthopsis psammophila

Die Dünen-Schmalfuß-Beutelmaus (Sminthopsis psammophila) ist eine Beutelsäugerart aus der Gattung der Schmalfuß-Beutelmäuse, die in Australien endemisch ist. 
Sminthopsis psammophila zählt mit einer Gesamtlänge von 110 bis 128 Millimeter, wobei 22 bis 26 Millimeter auf den Schwanz entfallen, zu den größten Arten seiner Gattung. Das Gewicht variiert zwischen 26 und 40 Gramm. Die Fellfarbe reicht am Rücken von grau zu gelbbraun, der Bauch ist hingegen weiß.
Die Verbreitung dieses Raubbeutlers erstreckt sich auf vier separate, aride Gebiete. Er kommt in der Nähe des Lake Amadeus im Northern Territory, auf der Eyre-Halbinsel in South Australia, im Südwesten der Großen Victoria-Wüste in Western Australia und in den Yellabinna-Sanddünen in South Australia vor.
Der Lebensraum sind niedrige Sanddünen, besonders in der Nähe von Gras der Gattung Spinifex. Die Nahrung besteht aus Insekten.
Sminthopsis psammophila gehört zu den seltensten Schmalfuß-Beutelmäusen. Die IUCN listet diese Art als „stark gefährdet“ (endangered).